# Le Perréon
Le Perréon est une commune française, située dans le département du Rhône en région Auvergne-Rhône-Alpes.

## Géographie

### Situation
Le village est situé à l'ouest de Villefranche-sur-Saône, sur les contreforts des monts du Beaujolais. Ces derniers forment une barrière relativement peu franchissable à l'ouest, et le village est plutôt ouvert vers l'est, Villefranche et l'axe de transports méridien de la vallée de la Saône.
On peut signaler néanmoins que le sentier de grande randonnée 76 longe les limites communales sur quelques kilomètres à l'ouest.
|              | Marchampt, Quincié-en-Beaujolais | Saint-Étienne-la-Varenne          |
| Claveisolles | Le Perréon                       | Saint-Étienne-des-Oullières       |
|              | Vaux-en-Beaujolais               | Salles-Arbuissonnas-en-Beaujolais |

### Site
Le Perréon est un village installé dans un fond de vallée perpendiculaire à la ligne des monts du Beaujolais, à une altitude comprise en 260 et 300 m d'altitude.
Le relief y est marqué au nord (crêt de Morion au culminant à 606 m, colline du Devant et crêt des Chaux au nord-ouest) et au sud (colline de Vaux-en-Beaujolais culminant au Sotison à 507 m). Les pentes sont plantées de nombreuses vignes d'appellation Beaujolais.
L'habitat y est semi-dispersé, avec une concentration de maisons dans le centre-bourg et en chapelet le long de la rive gauche du ruisseau de la Ponsonnière qui conflue avec la rivière Vauxonne sur le territoire communal.

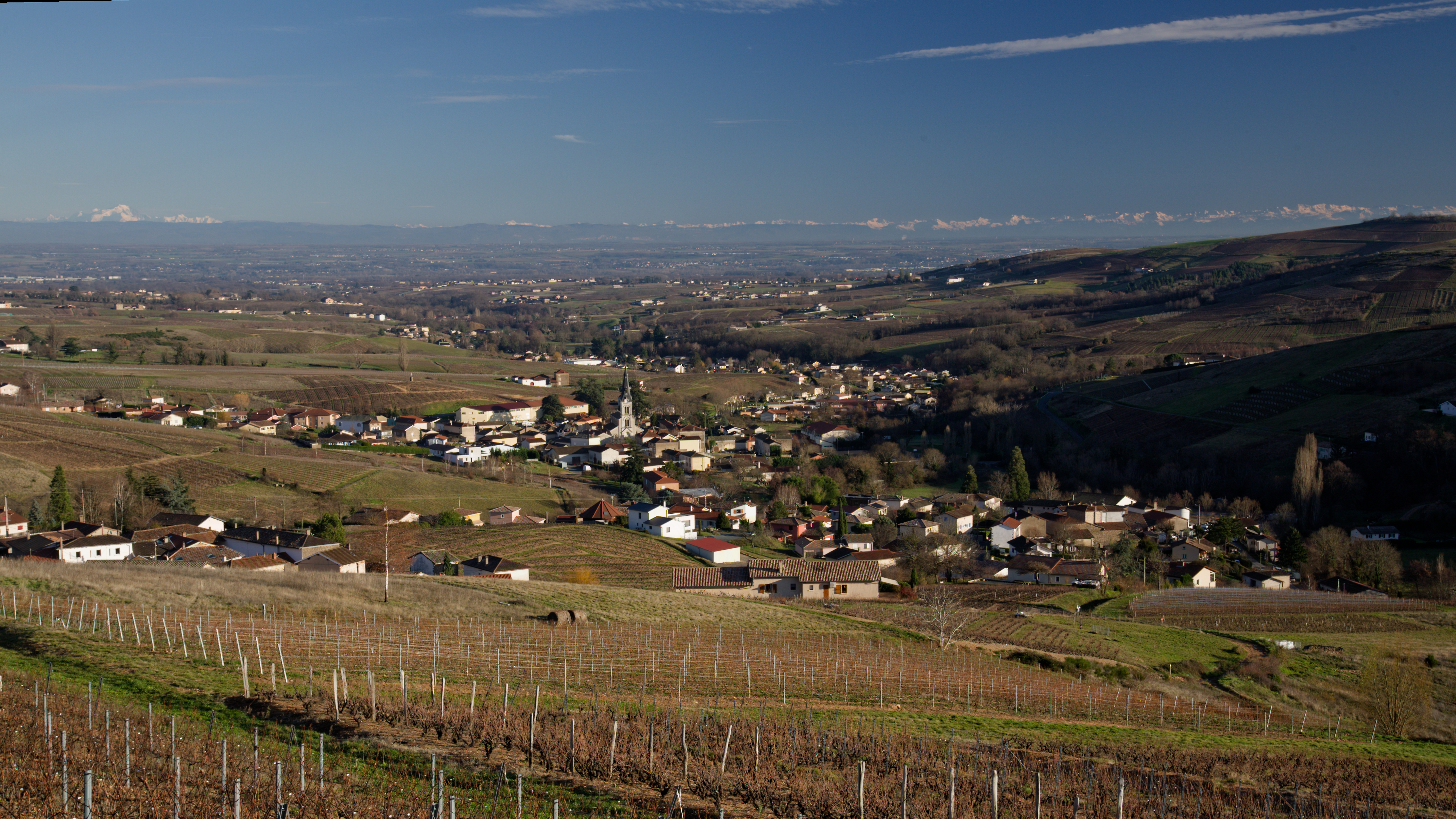
Vue du Perréon depuis les hauteurs du Devant, orientée vers l'est-sud-est. Au premier plan, des vignes du Beaujolais. Au second plan au centre, le bourg du Perréon et son église à la façade blanche. Au second plan à droite, naissance de la colline du village limitrophe de Vaux-en-Beaujolais. Au troisième plan, le plateau de la Dombes. À l'arrière-plan, le massif du Bugey puis les Alpes et notamment le Mont Blanc à gauche.

### Climat
Pour des articles plus généraux, voir Climat d'Auvergne-Rhône-Alpes et Climat du Rhône.
En 2010, le climat de la commune est de type climat océanique dégradé des plaines du Centre et du Nord, selon une étude du Centre national de la recherche scientifique s'appuyant sur une série de données couvrant la période 1971-2000. En 2020, Météo-France publie une typologie des climats de la France métropolitaine dans laquelle la commune est exposée à un climat de montagne ou de marges de montagne et est dans la région climatique Nord-est du Massif Central, caractérisée par une pluviométrie annuelle de 800 à 1 200 mm, bien répartie dans l’année.
Pour la période 1971-2000, la température annuelle moyenne est de 11,4 °C, avec une amplitude thermique annuelle de 17,3 °C. Le cumul annuel moyen de précipitations est de 833 mm, avec 9,8 jours de précipitations en janvier et 7 jours en juillet. Pour la période 1991-2020, la température moyenne annuelle observée sur la station météorologique de Météo-France la plus proche, « Saint-Cyr-Chatoux », sur la commune de Saint-Cyr-le-Chatoux à 5 km à vol d'oiseau, est de 10,7 °C et le cumul annuel moyen de précipitations est de 959,9 mm,. Pour l'avenir, les paramètres climatiques de la commune estimés pour 2050 selon différents scénarios d'émission de gaz à effet de serre sont consultables sur un site dédié publié par Météo-France en novembre 2022.

## Urbanisme

### Typologie
Au 1er janvier 2024, Le Perréon est catégorisée bourg rural, selon la nouvelle grille communale de densité à sept niveaux définie par l'Insee en 2022.
Elle appartient à l'unité urbaine de Saint-Étienne-des-Oullières, une agglomération intra-départementale regroupant sept  communes, dont elle est ville-centre,,. La commune est en outre hors attraction des villes,.

### Occupation des sols
L'occupation des sols de la commune, telle qu'elle ressort de la base de données européenne d’occupation biophysique des sols Corine Land Cover (CLC), est marquée par l'importance des territoires agricoles (54,2 % en 2018), une proportion sensiblement équivalente à celle de 1990 (54,6 %). La répartition détaillée en 2018 est la suivante : 
cultures permanentes (49,2 %), forêts (29,8 %), milieux à végétation arbustive et/ou herbacée (11,4 %), zones urbanisées (4,6 %), zones agricoles hétérogènes (3,2 %), prairies (1,8 %). L'évolution de l’occupation des sols de la commune et de ses infrastructures peut être observée sur les différentes représentations cartographiques du territoire : la carte de Cassini (XVIIIe siècle), la carte d'état-major (1820-1866) et les cartes ou photos aériennes de l'IGN pour la période actuelle (1950 à aujourd'hui).

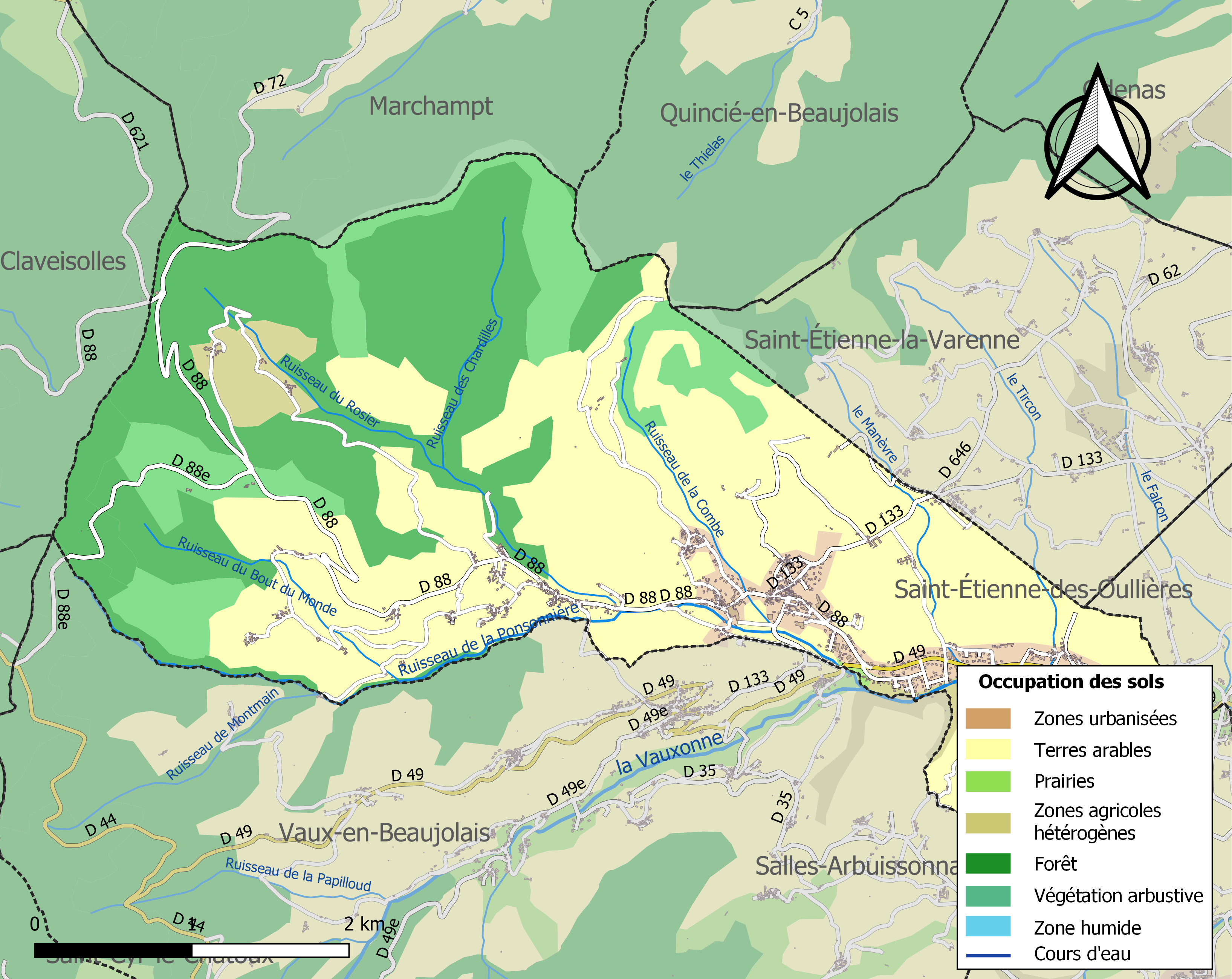
Carte des infrastructures et de l'occupation des sols de la commune en 2018 (CLC).

## Histoire

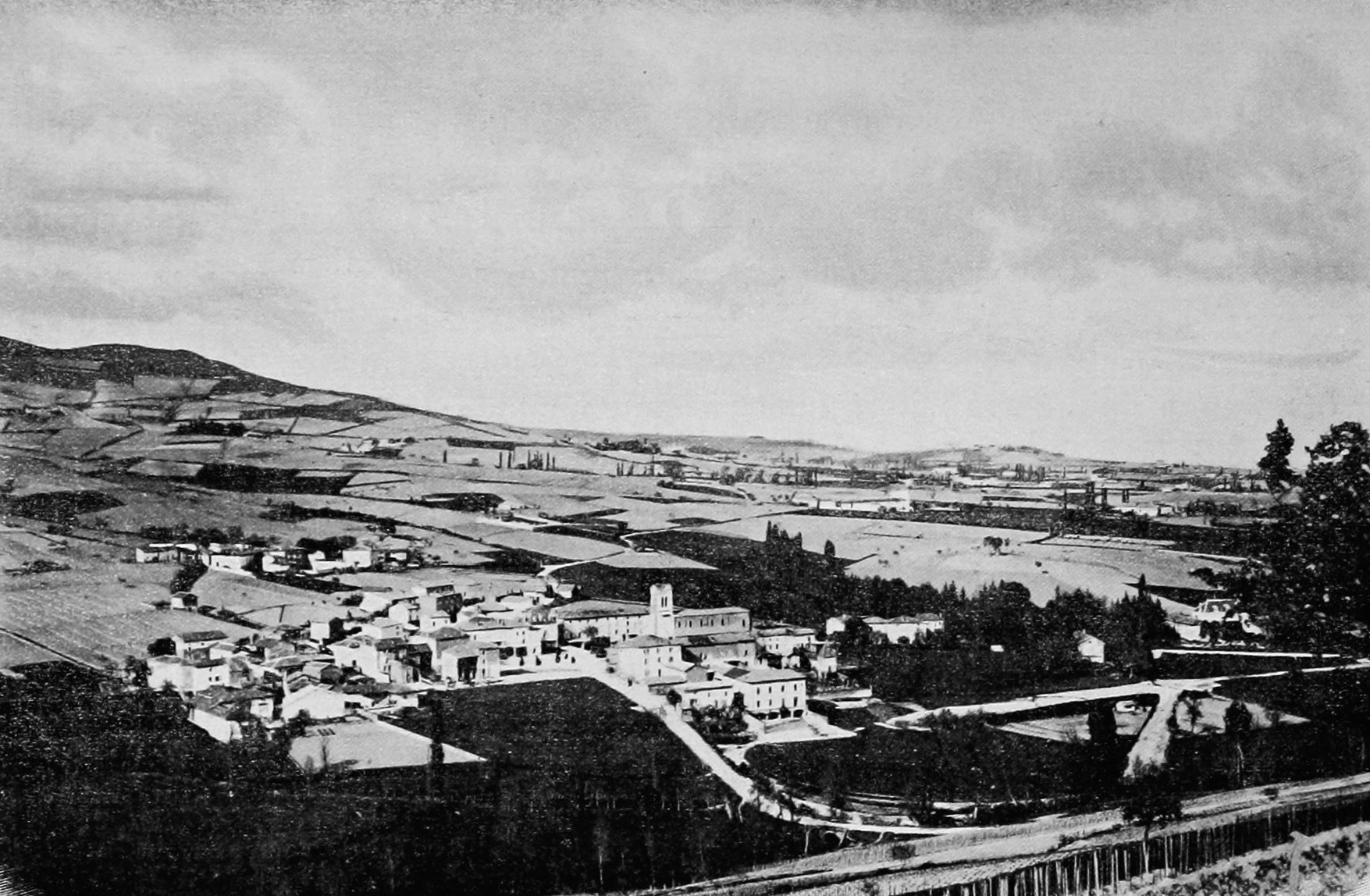
Vue d'ensemble de la commune vers 1901-1902.

Aucune trace d'occupation n'est attestée pendant la période romaine, tant au niveau archéologique que bibliographique.
Le Perréon nait en 1890 de la séparation du village de Vaux-en-Beaujolais. C'est le dernier village rural du département du Rhône à avoir été créé.
En août 2020, un incendie, probablement criminel, ravage 18 hectares de végétation dans les secteurs de Chenevert et de la Sablière, nécessitant la présence de 180 pompiers et 50 véhicules d'intervention.

## Politique et administration

### Élections municipales et communautaires
| Période                                  | Période  | Identité              | Étiquette | Qualité                                  |
| ---------------------------------------- | -------- | --------------------- | --------- | ---------------------------------------- |
| 1890                                     | 1902     | Pierre Michaud        |           |                                          |
| 1902                                     | 1914     | Claude Chamarande     |           |                                          |
| 1914                                     | 1915     | Jean-Claude Buissière |           |                                          |
| 1915                                     | 1929     | Claude Chamarande     |           |                                          |
| 1929                                     | 1938     | Benoît Desthieux      |           |                                          |
| 1938                                     | 1945     | Jean Buissière        |           |                                          |
| 1945                                     | 1971     | Joanny Robier         |           |                                          |
| 1971                                     | 1977     | Raymond Chamarande    |           |                                          |
| 1977                                     | 1983     | René Geoffray         |           |                                          |
| 1983                                     | 1985     | Georges Buissière     |           |                                          |
| 1985                                     | 1989     | Clément Bonnevay      |           |                                          |
| 1989                                     | 1989     | Maurice Fournet       |           |                                          |
| 1989                                     | 2008     | Jacques Deshayes      |           | Professeur de mathématiques, viticulteur |
| 2008                                     | 2020     | Yves Gros             |           |                                          |
| 2020                                     | En cours | Gérard Tachon         |           |                                          |
| Les données manquantes sont à compléter. |          |                       |           |                                          |

### Jumelage
Le Perréon est jumelé depuis 1974 avec la commune de  Louveigné (Belgique).

## Démographie
L'évolution du nombre d'habitants est connue à travers les recensements de la population effectués dans la commune depuis 1891. Pour les communes de moins de 10 000 habitants, une enquête de recensement portant sur toute la population est réalisée tous les cinq ans, les populations de référence des années intermédiaires étant quant à elles estimées par interpolation ou extrapolation. Pour la commune, le premier recensement exhaustif entrant dans le cadre du nouveau dispositif a été réalisé en 2005.

En 2022, la commune comptait 1 496 habitants, en évolution de −4,47 % par rapport à 2016 (Rhône : +3,93 %, France hors Mayotte : +2,11 %).
| 1891  | 1896  | 1901  | 1906  | 1911  | 1921  | 1926  | 1931  | 1936  |
| ----- | ----- | ----- | ----- | ----- | ----- | ----- | ----- | ----- |
| 1 320 | 1 243 | 1 263 | 1 294 | 1 199 | 1 087 | 1 013 | 1 004 | 1 008 |

| 1946 | 1954 | 1962 | 1968 | 1975 | 1982 | 1990 | 1999  | 2005  |
| ---- | ---- | ---- | ---- | ---- | ---- | ---- | ----- | ----- |
| 912  | 816  | 759  | 785  | 815  | 831  | 901  | 1 020 | 1 340 |

| 2006  | 2010  | 2015  | 2020  | 2022  | - | - | - | - |
| ----- | ----- | ----- | ----- | ----- | - | - | - | - |
| 1 352 | 1 395 | 1 554 | 1 492 | 1 496 | - | - | - | - |

## Économie
L'économie est spécialisée autour de la viniculture et de la viticulture.

## Culture locale et patrimoine

### Lieux et monuments
- Église Saint-Pierre
- Col de la Croix-Rosier, emprunté en 2e catégorie lors de la 12e étape du Tour de France 2023.
- La statue de la Madone sur le mont du Devant (476 mètres) offre un point de vue dégagé sur la commune et ses environs. La grotte artificielle et la statue de la Vierge qui la surmonte ont été érigées en 1894[19]. L'ensemble mesure sept mètres de hauteur[19]. La Madone a été un lieu de pèlerinage notable à l'occasion du 8 décembre jusque dans les années 1960, et cela reste aujourd'hui un lieu de promenade[19]. Une table d'orientation a été ajoutée en 2006[19].

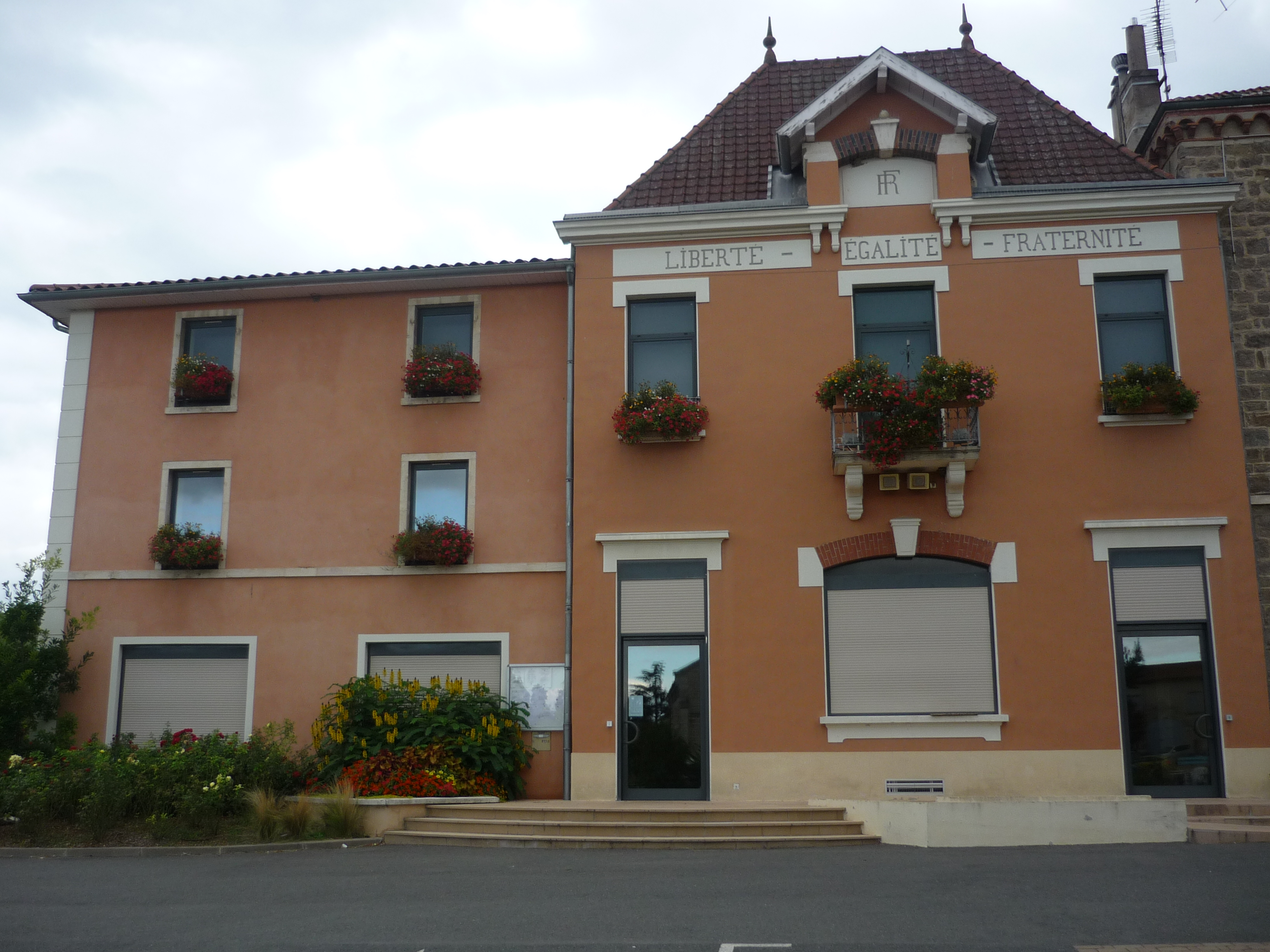
La mairie de Le Perréon, place Pierre Michaud.
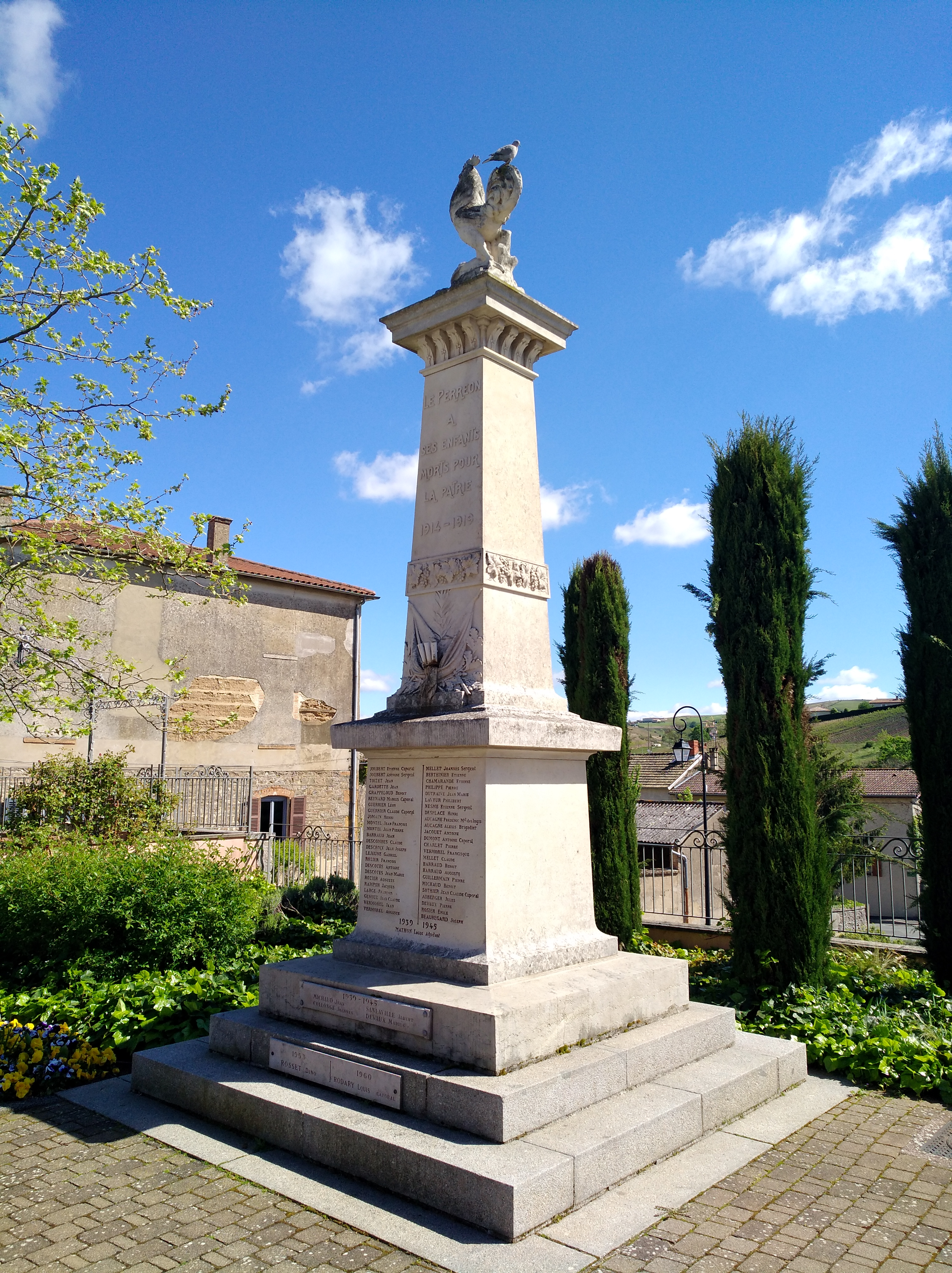
Le monument aux morts situé sur la place de la mairie.
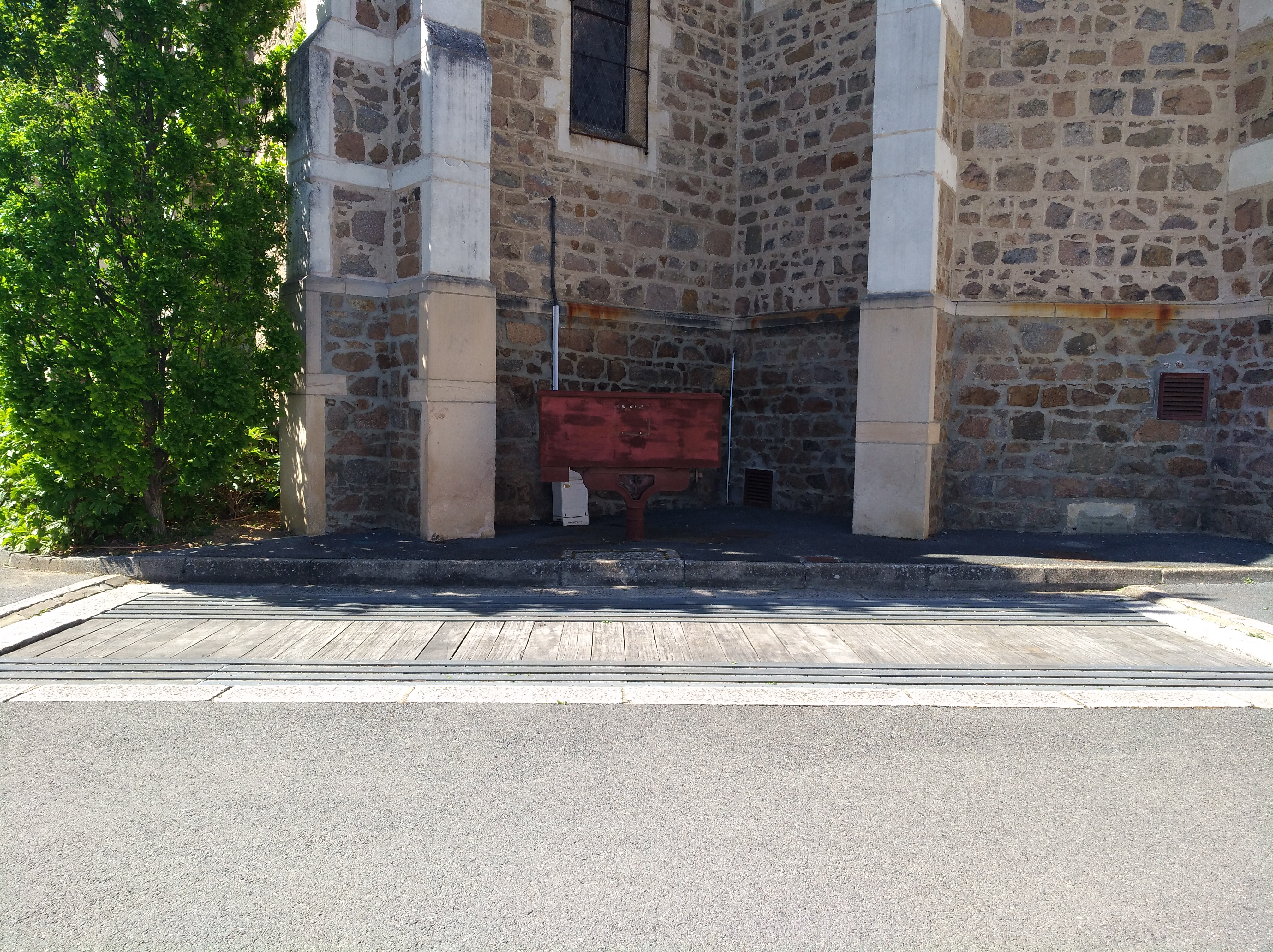
L'ancienne bascule qui se trouve derrière l'église.
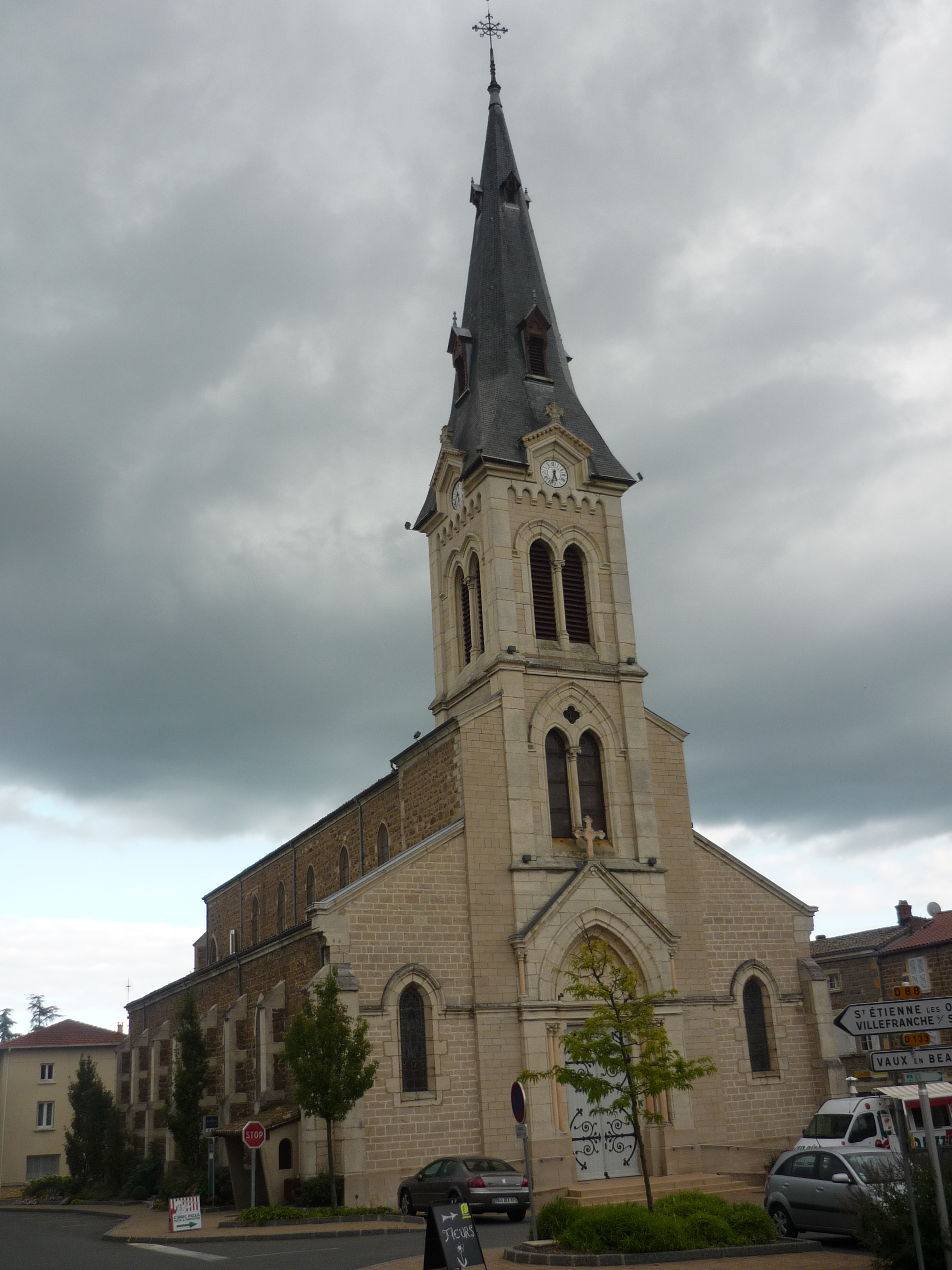
L'église située au cœur du village.
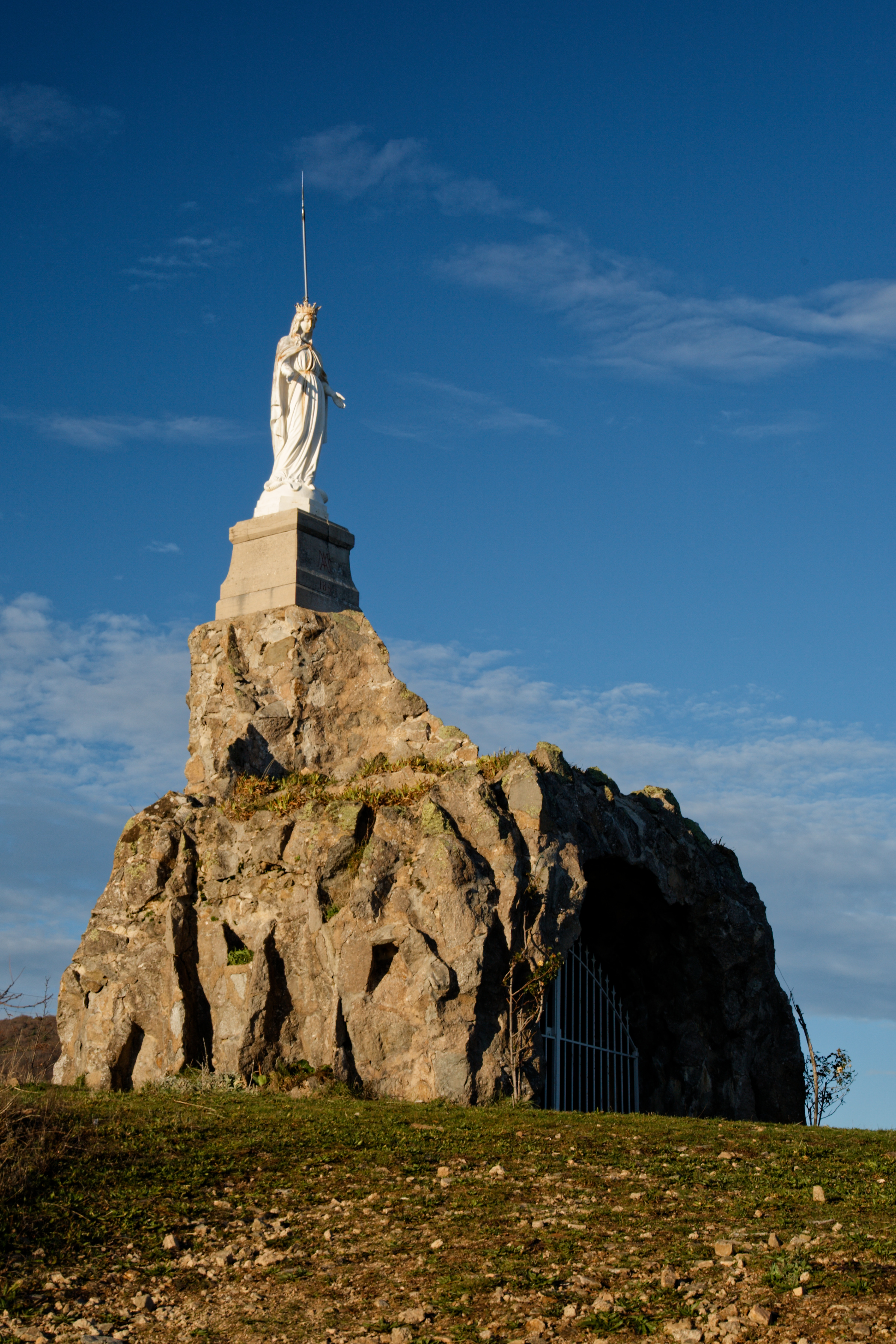
Statue de la Madone du mont du Devant.

### Personnalités liées à la commune
- Maurice Favières, animateur radio.
- Pascal Perréon, comédien né Michel Pascal, a pris le nom de la commune, ses parents y avait une maison. Marié en 2001 au Perréon.